# Eline Mugaas
Eline Mugaas (* 25. listopadu 1969, Oslo) je norská umělkyně a fotografka.

## Životopis
Je známá především svými výtvarnými fotografiemi. Je absolventkou Cooper Union for the Advancement of Science and Art v New Yorku. Vystavovala v mnoha galeriích a muzeích v Norsku a v zahraničí.
Mugaas obdržela v roce 2017 čestné ocenění Ulrika Hendriksena od norského Uměleckého nadačního fondu spolu s Elise Storsveen.
V roce 2019 získala ocenění Lorck Schive Kunstpris.
S přelomem tisíciletí se norská fotografie stala opět více dokumentární, s tematickým posunem od námětů ze soukromí devadesátých let a digitální manipulace k více společensky, urbánně nebo architektonicky zaměřeným kompozicím, například s významným důrazem na dialog mezi přírodou a kulturou. Zde mohou být zmíněni fotografové jako Marte Aas, Anne-Grethe Thoresen, Eline Mugaas, Mette Tronvoll, Hedvig Anker, Dag Nordbrenden nebo Marius Engh.